# Kalma (mythologie)
Kalma est la déesse finnoise de la mort et de la décadence, son nom peut être traduit par « puanteur des cadavres ». Elle erre habituellement autour des tombes et dans les cimetières. Elle a donné son nom au mot finnois kalmisto qui signifie cimetière. Certaines sources affirment qu'elle se déplace sur un nuage d'effluves, semblable à une bouffée de fumée.
Son père est Tuoni et sa mère Tuonetar. Kalma peut également avoir plusieurs sœurs selon les récits, Kipu-tyttö, Kivutar, Loviatar et Vammatar, qui vivent toutes dans le Tuonela, le royaume des Enfers finnois. Kalma est accompagnée et protégée par Surma, une créature semblable à un chien dont le nom signifie littéralement « mort » (surma est habituellement réservé pour désigner une personne assassinée, par opposition à la mort pour causes naturelles).
Leurs histoires sont récitées dans le Kalevala, l'épopée nationale finnoise.